# 24-Stunden-Rennen von Daytona 2018

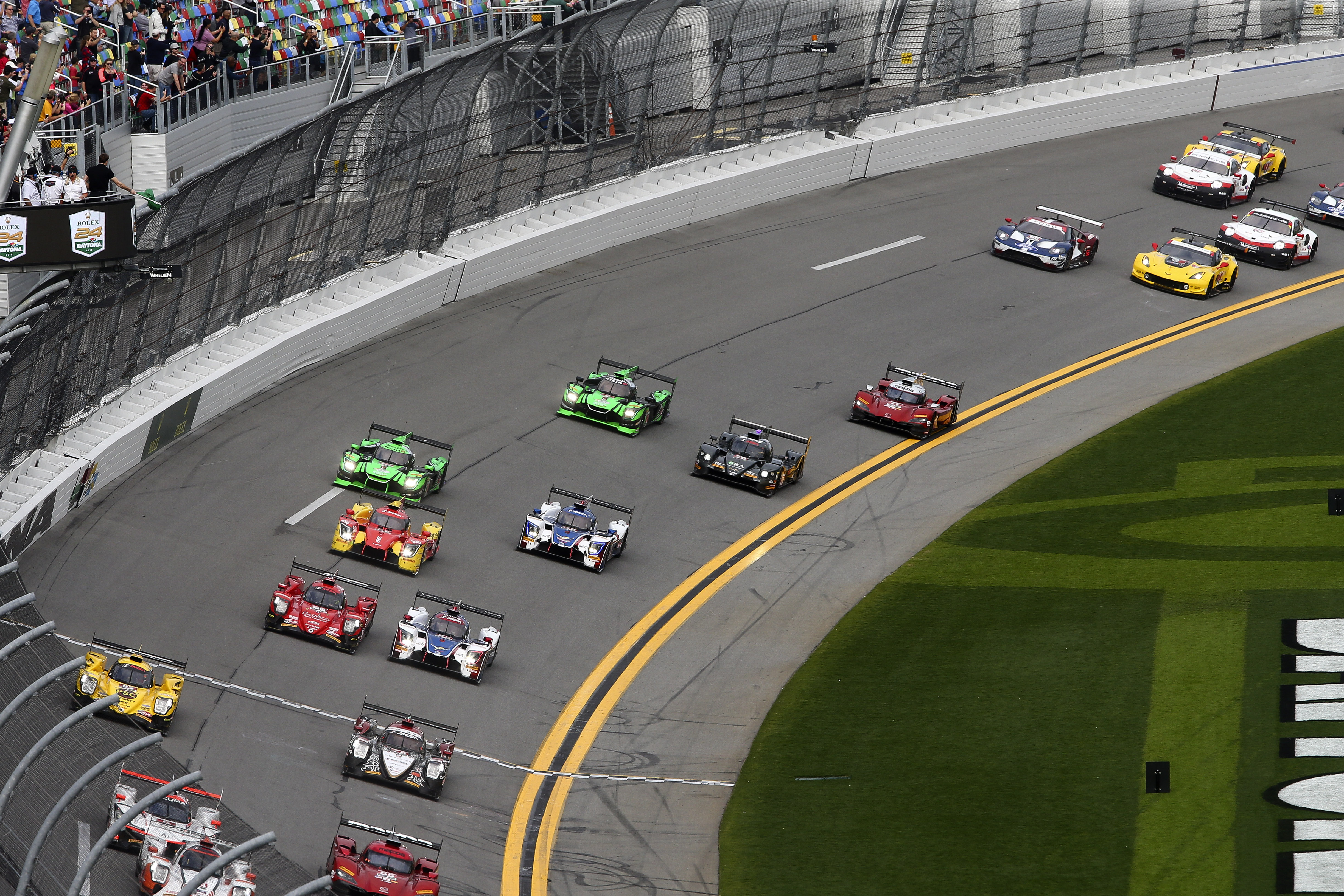
Rennstart

Das 51. 24-Stunden-Rennen von Daytona, auch 56th Rolex 24 at Daytona, fand am 27. und 28. Januar 2018 auf dem Daytona International Speedway statt und war der erste Wertungslauf der IMSA WeatherTech SportsCar Championship dieses Jahres.

## Das Rennen
Die Rennveranstaltung 2018 endete mit dem Gesamtsieg von João Barbosa, Christian Fittipaldi und Filipe Albuquerque die auf ihrem Cadillac DPi-V.R 808 Runden und 4629,84 km fuhren und damit einen neuen Distanzrekord aufstellten. Im Ziel hatte das Trio einen Vorsprung von knapp einer Minute auf den Cadillac von Mike Conway, Eric Curran, Stuart Middleton und Felipe Nasr.

## Ergebnisse

### Schlussklassement
| 1           | P    | 5   | Mustang Sampling Racing                  | Filipe Albuquerque João Barbosa Christian Fittipaldi                                        | Cadillac DPi-V.R        | 808 |
| 2           | P    | 31  | Whelen Engineering Racing                | Mike Conway Eric Curran Stuart Middleton Felipe Nasr                                        | Cadillac DPi-V.R        | 808 |
| 3           | P    | 54  | CORE Autosport                           | Jon Bennett Colin Braun Romain Dumas Loïc Duval                                             | Oreca 07                | 808 |
| 4           | P    | 32  | United Autosports                        | Will Owen Paul di Resta Hugo de Sadeleer Bruno Senna                                        | Ligier JS P217          | 804 |
| 5           | P    | 78  | Jackie Chan DCR JOTA                     | Alex Brundle António Félix da Costa Ferdinand Habsburg Ho-Pin Tung                          | Oreca 07                | 804 |
| 6           | P    | 85  | JDC-Miller Motorsports                   | Robert Alon Austin Cindric Devlin DeFrancesco Simon Trummer                                 | Oreca 07                | 798 |
| 7           | P    | 99  | JDC-Miller Motorsports                   | Mikhail Goikhberg Gustavo Menezes Chris Miller Stephen Simpson                              | Oreca 07                | 798 |
| 8           | P    | 38  | Performance Tech Motorsports             | James French Kyle Masson Joel Miller Patricio O’Ward                                        | Oreca 07                | 796 |
| 9           | P    | 7   | Acura Team Penske                        | Hélio Castroneves Graham Rahal Ricky Taylor                                                 | Acura ARX-05            | 793 |
| 10          | P    | 6   | Acura Team Penske                        | Dane Cameron Juan Pablo Montoya Simon Pagenaud                                              | Acura ARX-05            | 793 |
| 11          | GTLM | 67  | Ford Chip Ganassi Racing                 | Ryan Briscoe Scott Dixon Richard Westbrook                                                  | Ford GT                 | 783 |
| 12          | GTLM | 66  | Ford Chip Ganassi Racing                 | Sébastien Bourdais Joey Hand Dirk Müller                                                    | Ford GT                 | 783 |
| 13          | GTLM | 3   | Corvette Racing                          | Antonio García Jan Magnussen Mike Rockenfeller                                              | Chevrolet Corvette C7.R | 781 |
| 14          | GTLM | 4   | Corvette Racing                          | Marcel Fässler Oliver Gavin Tommy Milner                                                    | Chevrolet Corvette C7.R | 780 |
| 15          | P    | 37  | Jackie Chan DCR JOTA                     | Robin Frijns Daniel Juncadella Felix Rosenqvist Lance Stroll                                | Oreca 07                | 777 |
| 16          | GTLM | 62  | Risi Competizione                        | James Calado Alessandro Pier Guidi Davide Rigon Toni Vilander                               | Ferrari 488 GTE         | 774 |
| 17          | GTLM | 912 | Porsche GT Team                          | Earl Bamber Gianmaria Bruni Laurens Vanthoor                                                | Porsche 911 RSR         | 774 |
| 18          | GTLM | 24  | BMW Team RLL                             | Nicky Catsburg John Edwards Augusto Farfus Jesse Krohn                                      | BMW M8 GTE              | 773 |
| 19          | P    | 52  | AFS PR1 Mathiasen Motorsports            | Nicholas Boulle Roberto González Sebastián Saavedra Gustavo Yacamán                         | Ligier JS P217          | 771 |
| 20          | GTLM | 911 | Porsche GT Team                          | Frédéric Makowiecki Patrick Pilet Nick Tandy                                                | Porsche 911 RSR         | 753 |
| 21          | GTD  | 11  | GRT Grasser Racing Team                  | Mirko Bortolotti Rik Breukers Rolf Ineichen Franck Perera                                   | Lamborghini Huracán GT3 | 752 |
| 22          | GTD  | 86  | Michael Shank Racing with Curb-Agajanian | A. J. Allmendinger Trent Hindman Katherine Legge Álvaro Parente                             | Acura NSX GT3           | 751 |
| 23          | GTD  | 23  | Paul Miller Racing                       | Andrea Caldarelli Bryce Miller Bryan Sellers Madison Snow                                   | Lamborghini Huracán GT3 | 751 |
| 24          | GTD  | 33  | Mercedes-AMG Team Riley Motorsports      | Jeroen Bleekemolen Adam Christodoulou Ben Keating Luca Stolz                                | Mercedes-AMG GT3        | 751 |
| 25          | GTD  | 64  | Scuderia Corsa                           | Townsend Bell Sam Bird Frankie Montecalvo Bill Sweedler                                     | Ferrari 488 GT3         | 751 |
| 26          | GTD  | 44  | Magnus Racing                            | Andrew Davis Andy Lally John Potter Markus Winkelhock                                       | Audi R8 LMS GT3         | 750 |
| 27          | GTD  | 29  | Montaplast by Land-Motorsport            | Sheldon van der Linde Kelvin van der Linde Christopher Mies Jeffrey Schmidt                 | Audi R8 LMS GT3         | 749 |
| 28          | GTD  | 75  | SunEnergy1 Racing                        | Mikaël Grenier Kenny Habul Thomas Jäger Maro Engel                                          | Mercedes-AMG GT3        | 745 |
| 29          | GTD  | 15  | 3GT Racing                               | Dominik Farnbacher Jack Hawksworth David Heinemeier Hansson Scott Pruett                    | Lexus RC F GT3          | 744 |
| 30          | GTD  | 63  | Scuderia Corsa                           | Alessandro Balzan Gunnar Jeannette Cooper MacNeil Jeff Segal                                | Ferrari 488 GT3         | 744 |
| 31          | GTD  | 93  | Michael Shank Racing with Curb-Agajanian | Lawson Aschenbach Mario Farnbacher Côme Ledogar Justin Marks                                | Acura NSX GT3           | 741 |
| 32          | GTD  | 71  | P1 Motorsports                           | Robby Foley Kenton Koch JC Perez Loris Spinelli                                             | Mercedes-AMG GT3        | 741 |
| 33          | GTD  | 19  | GRT Grasser Racing Team                  | Christian Engelhart Christoph Lenz Louis Machiels Ezequiel Pérez Companc Max van Splunteren | Lamborghini Huracán GT3 | 739 |
| 34          | GTD  | 96  | Turner Motorsport                        | Jens Klingmann Mark Kvamme Cameron Lawrence Martin Tomczyk Don Yount                        | BMW M6 GT3              | 733 |
| 35          | GTLM | 25  | BMW Team RLL                             | Bill Auberlen Connor De Phillippi Philipp Eng Alexander Sims                                | BMW M8 GTE              | 731 |
| 36          | GTD  | 14  | 3GT Racing                               | Dominik Baumann Philipp Frommenwiler Bruno Junqueira Kyle Marcelli                          | Lexus RC F GT3          | 719 |
| 37          | GTD  | 69  | American Honda Motor Company             | Ryan Eversley John Falb Chad Gilsinger Sean Rayhall                                         | Acura NSX GT3           | 719 |
| 38          | P    | 23  | United Autosports                        | Fernando Alonso Philip Hanson Lando Norris                                                  | Ligier JS P217          | 718 |
| 39          | GTD  | 82  | Risi Competizione                        | Santiago Creel Martin Fuentes Matt Griffin Miguel Molina Ricardo Pérez de Lara              | Ferrari 488 GT3         | 715 |
| 40          | GTD  | 73  | Park Place Motorsports                   | Jörg Bergmeister Patrick Lindsey Tim Pappas Norbert Siedler                                 | Porsche 911 GT3 R       | 675 |
| 41          | GTD  | 58  | Wright Motorsports                       | Mathieu Jaminet Patrick Long Christina Nielsen Robert Renauer                               | Porsche 911 GT3 R       | 666 |
| 42          | P    | 20  | BAR1 Motorsports                         | Marc Drumwright Brendan Gaughan Eric Lux Alex Popow                                         | Riley Mk. 30            | 642 |
| 43          | GTD  | 59  | Manthey Racing                           | Matteo Cairoli Sven Müller Harald Proczyk Steve Smith Randy Walls                           | Porsche 911 GT3 R       | 637 |
| 44          | GTD  | 51  | Spirit of Race                           | Paul Dalla Lana Pedro Lamy Mathias Lauda Daniel Serra                                       | Ferrari 488 GT3         | 571 |
| Ausgefallen |      |     |                                          |                                                                                             |                         |     |
| 45          | P    | 10  | Wayne Taylor Racing                      | Ryan Hunter-Reay Jordan Taylor Renger van der Zande                                         | Cadillac DPi-V.R        | 555 |
| 46          | P    | 55  | Mazda Team Joest                         | Jonathan Bomarito Spencer Pigot Harry Tincknell                                             | Mazda RT24-P            | 541 |
| 47          | P    | 77  | Mazda Team Joest                         | Oliver Jarvis Tristan Nunez René Rast                                                       | Mazda RT24-P            | 530 |
| 48          | P    | 22  | Tequila Patrón ESM                       | Luís Felipe Derani Nicolas Lapierre Johannes van Overbeek                                   | Nissan Onroak DPi       | 438 |
| 49          | P    | 2   | Tequila Patrón ESM                       | Ryan Dalziel Olivier Pla Scott Sharp                                                        | Nissan Onroak DPi       | 338 |
| 50          | P    | 90  | Spirit of Daytona Racing                 | Eddie Cheever III Matt McMurry Tristan Vautier                                              | Cadillac DPi-V.R        | 291 |

### Nur in der Meldeliste
Zu diesem Rennen sind keine weiteren Meldungen bekannt.

### Klassensieger
| Klasse | Fahrer             | Fahrer       | Fahrer               | Fahrer        | Fahrzeug                | Platzierung im Gesamtklassement |
| ------ | ------------------ | ------------ | -------------------- | ------------- | ----------------------- | ------------------------------- |
| P      | Filipe Albuquerque | João Barbosa | Christian Fittipaldi |               | Cadillac DPi-V.R        | Gesamtsieg                      |
| GTLM   | Ryan Briscoe       | Scott Dixon  | Richard Westbrook    |               | Ford GT                 | Rang 11                         |
| GTD    | Mirko Bortolotti   | Rik Breukers | Rolf Ineichen        | Franck Perera | Lamborghini Huracán GT3 | Rang 21                         |

### Renndaten
- Gemeldet: 50
- Gestartet: 50
- Gewertet: 44
- Rennklassen: 3
- Zuschauer: unbekannt
- Wetter am Renntag: unbekannt
- Streckenlänge: 6,180 km
- Fahrzeit des Siegerteams: 24:01:32,128 Stunden
- Gesamtrunden des Siegerteams: 808
- Gesamtdistanz des Siegerteams: 4629,84 km
- Siegerschnitt: unbekannt
- Pole Position: unbekannt
- Schnellste Rennrunde: unbekannt
- Rennserie: 1. Lauf zur IMSA WeatherTech SportsCar Championship 2018